# Río Reremo
El río Reremo es un curso natural de agua que nace en la Región de Aysén y desemboca en la ribera izquierda del río Vodudahue, unos kilómetros antes de su desembocadura en el mar.
Este río era llamado antiguamente río Talevoire.

## Historia
Ramón Serrano Montaner lo describe en su "Derrotero" publicado en 1891:: 462 
Río Talevoire — Es un tributario del Bodudahue que le fluye por sobre la ribera izquierda i a 3 millas de la boca de aquél; es caudaloso, pero inaccesible para botes. No obstante, los labradores de maderas bajan por él sus balsas de tablillas de alerce, desde algunas millas al interior. Los bosques vecinos han sido mui esplotados.
Luis Risopatrón lo describe en su Diccionario jeográfico de Chile (1924) en las siguientes palabras:: 763 
Reremo (Rio) 42° 30' 72° 24' Es caudaloso, pero inaccesible por botes, aunque los labradores de maderas bajan por él sus balsas de tablillas de alerce desde algunos kilómetros al interior, donde los bosques han sido mui esplotaclos; corre hacia el N i se vácia en la márjen S del curso inferior del rio Vodudahue, a unos 4 kilómetros de su desembocadura. 112, p. 25; 134; i 156; Reremo (Talevoire) en 112, carta de Fonck (1896); i de Talevoire en 1. viii, p. 105; 60, p. 462; i 155, p. 789.